# 薬丸兼利
薬丸 兼利（やくまる かねとし、生没年不詳）は、薩摩藩士。薬丸兼成の子。薬丸兼陳の父。通称は新蔵、大炊兵衛、刑部丞、半左衛門（「鹿児島市史III」の「寛永13年 鹿児嶋衆中屋敷御検地帳」及び>「鹿児島県史料集　旧記雑録後編4」の「寛永9年高帳写」では伴左衛門とする）。

## 経歴
- 1613年(慶長18年)の「古高帳寫」[1]に「薬丸大炊兵衛殿　高57石5斗8舛」とある。

- 1620年(元和6年)の高極帳に「高83石　薬丸大炊兵衛尉殿」とある。

- 1624年(寛永元年)11月17日に父薬丸壱岐守への加増分として高山郷塚崎村（現在の鹿児島県肝付町）新五左衛門尉屋敷17石を知行する。なお、このときの通称は刑部之丞であった。[2]

- 1632年の「寛永9年高帳写」に「薬丸伴左衛門殿　115石」とある。これにより、寛永年間に通称を刑部之丞から伴左衛門に改名したことがわかる。

- 1636年「寛永十三年、鹿児嶋衆中屋敷御検地帳」[3]によると、『新堀の下』に、『薬丸伴左衛門 下屋敷 5畝10歩』との記述がある。なお、同じ『新堀の下』に『東郷肥前守 下屋敷 2反5畝』とある。「示現流聞書喫緊録付録系図」では子の兼陳が東郷家の近所に住んでいたことに触れている。

- 1647年(正保4年）の長崎南蛮船が来たとき、40人鉄砲頭。

## 人物
- 「本藩人物誌」でも、父と比べて記述が少ない。「示現流聞書喫緊録付録系図」では、兼利には触れていない。「鹿児島市史III」の「薬丸家文書」の「薬丸家系図」でも系図が子の兼福から始まっている上に、先祖の業績について触れていない。

葬所も不明だが、父の兼成は浄土宗養泉山無量寺不断光院に、子の兼陳は曹洞宗松原山南林寺に葬られているので、この2つのうちのどちらかの可能性が高いものの、明治初年の廃仏毀釈で両方とも廃寺になっており、記録がない。

## 系譜
- 父：薬丸兼成
- 母：不詳
- 妻：不詳
  - 男子：薬丸兼陳

## 備考
1. ↑  「鹿児島県史料集　旧記雑録後編4」に掲載されている資料である
2. ↑  「鹿児島市史Ⅲ」の薬丸家文書参照。
3. ↑  ｢鹿児島市史Ⅲ｣に掲載されている。